# Lista feldmarszałków Austrii i Austro-Węgier
Lista austriackich i austro-węgierskich marszałków polowych dotyczy wojskowych, którzy otrzymali ten tytuł w armii austriackiej i Armii Austro-Węgier.

## Cesarstwo Austriackie
- 1805 – Adam Fürst Czartoryski-Sangusco (1734–1823)
- 1805 – Ferdinand Friedrich August von Württemberg (1763-1834)
- 1808 - Józef Antoni Habsburg (1776-1847)
- 1808 - Charles-Joseph de Ligne (1735-1814)
- 1808 – Wenzel Colloredo-Waldsee († 1822)
- 1808 - Josef Alvinczy von Borberek (1735-1810)
- 1808 – Joseph Johann Count Ferraris (1726-1814)
- 1809 – Heinrich von Bellegarde (1757–1845)
- 1809 – Johann Kollowrat-Krakowski (1748 - 1816)
- 1809 - Jan I Liechtenstein (1760–1836)
- 1812 - Karl Philipp Schwarzenberg (1771-1820)
- 1824 – Heinrich Reuss-Plauen (1751–1825)
- 1826 – Kamillo Lambertic († 1826)
- 1830 - Ferdynand I (1793–1875)
- 1830 – Friedrich Franz Hohenzollern-Hechingen (1757–1844)
- 1833 – Christoph von Lattermann (1753–1835)
- 1836 – Ferdynand Karol Józef Habsburg-Este (1781–1850)
- 1836 – Jan Habsburg (1782–1859)
- 1836 - Joseph Radetzky von Radetz (1766-1858)
- 1844 – Maximilian von Wimpffen (1770–1854)
- 1846 – Filip (landgraf Hesji-Homburg) (1779–1846)
- 1848 - Franciszek Józef I (1830-1916)
- 1848 – Ignaz von Lederer († 1849)
- 1848 – Alfred Fürst zu Windisch-Grätz (1787–1862)
- 1849 – Laval Nugent von Westmeath (1777–1862)
- 1854 – Eugen Wratislaw von Mittrowítz-Nettolitzky (1786–1867)
- 1859 – Heinrich von Heß (1788–1870)
- 1863 - Albrecht Fryderyk Habsburg (1817-1895)
- 1867 – Edmund Schwarzenberg (1803–1873)

## Austro-Węgry
W czasie istnienia Austro-Węgier tytuły otrzymali:
- 4 maja 1901 - Wilhelm II Hohenzollern (1859-1941)
- 8 grudnia 1914 - Fryderyk Habsburg (1856-1936)
- 1916 - Karol I Habsburg (1887-1922)
- 23 listopada 1916 - Eugeniusz Ferdynand Habsburg (1863-1954)
- 25 listopada 1916 - Franz Conrad von Hötzendorf (1852-1925)
- 5 listopada 1917 - Hermann Kövess von Kövesshaza (1854-1924)
- 5 listopada 1917 - Alexander von Krobatin (1849-1933)
- 30 stycznia 1918 - Franz Rohr von Denta (1854-1927)
- 31 stycznia 1918 - Eduard von Böhm-Ermolli (1856-1941)
- 1 lutego 1918 - Svetozar Boroević von Bojna (1856-1920)
- 24 października 1918 - Józef August Habsburg (1872-1962)